# Matte painting
Matte painting är konsten att skapa detaljerade bakgrunder på konstgjord väg, genom att till exempel måla, använda delar av fotografier eller till och med konstruera 3D-miljöer som sedan används som grund att måla på (det senare görs digitalt). 
Det finns ingen bra översättning av det engelska matte painting till svenska, men uttrycket uppkom av att man målade på en matt glasskiva. Det engelska ordet matte betyder just matt.
Syftet med matte painting har alltid varit att på ett så enkelt och billigt sätt som möjligt skapa trovärdiga och realistiska miljöer till filmer där man av något skäl inte kan bygga eller filma just vad som krävs. Idag görs de flesta matte-målningarna digitalt, oftast genom en kombination av fotografier och digital målning med ett digitalt ritbord. Från början gjordes dessa målningar på en matt glasyta som monterades mellan kameran och skådespelarna, med ett tomt utrymme stort nog för att de skulle kunna agera.